# Desvio para o vermelho gravitacional
O desvio gravitacional para o vermelho é um ligeiro deslocamento para o vermelho, mostrando as riscas do espectro solar, que é devido ao campo gravitacional de algumas estrelas como o Sol.
Com a Teoria da Relatividade Geral, Einstein previu que um raio de luz poderia mudar de cor com a atuação de um campo gravitacional.
Este efeito é devido que para a luz para sair de uma estrela, deve ceder um pouco de energia para vencer o campo gravitacional intenso.
A luz ainda pode desviar para frequências ultravioleta, infravermelhas, raios gama, ondas de rádio ou microondas.
O efeito foi observado na década de 1920, e se percebeu que a luz do Sol desviava para o vermelho.
Mas o efeito só foi comprovado no início da década de 1960.

## O experimento
Os físicos Robert Pound e Glen Rebka, da Universidade de Havard construíram uma torre de 22,5 metros do Laboratório de Jefferson, e perceberam que a o Desvio Gravitacional para o vermelho era válido.